# Lionel Baes
Pour les articles homonymes, voir Baes.
Lionel Oscar Baes, né en 1839 à Ostende et mort en 1913, est un peintre belge, aquarelliste et graveur (dont la gravure à l'eau-forte).

## Biographie
Né en 1839 à Ostende, Lionel Baes étudie à l'académie d'Anvers et devient plus tard directeur de l'académie libre de Bruxelles. Il peint des décors pour les théâtres de Namur et de Louvain, et il réalise également des gravures de paysages.
Il meurt en 1913.

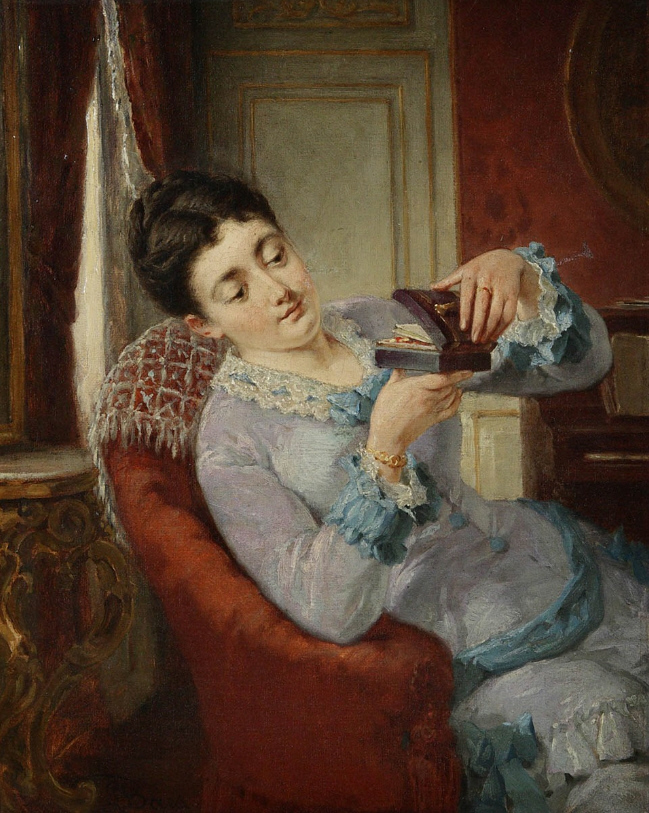
Jeune femme avec boîte aux lettres (1913 ou av., coll. priv.).
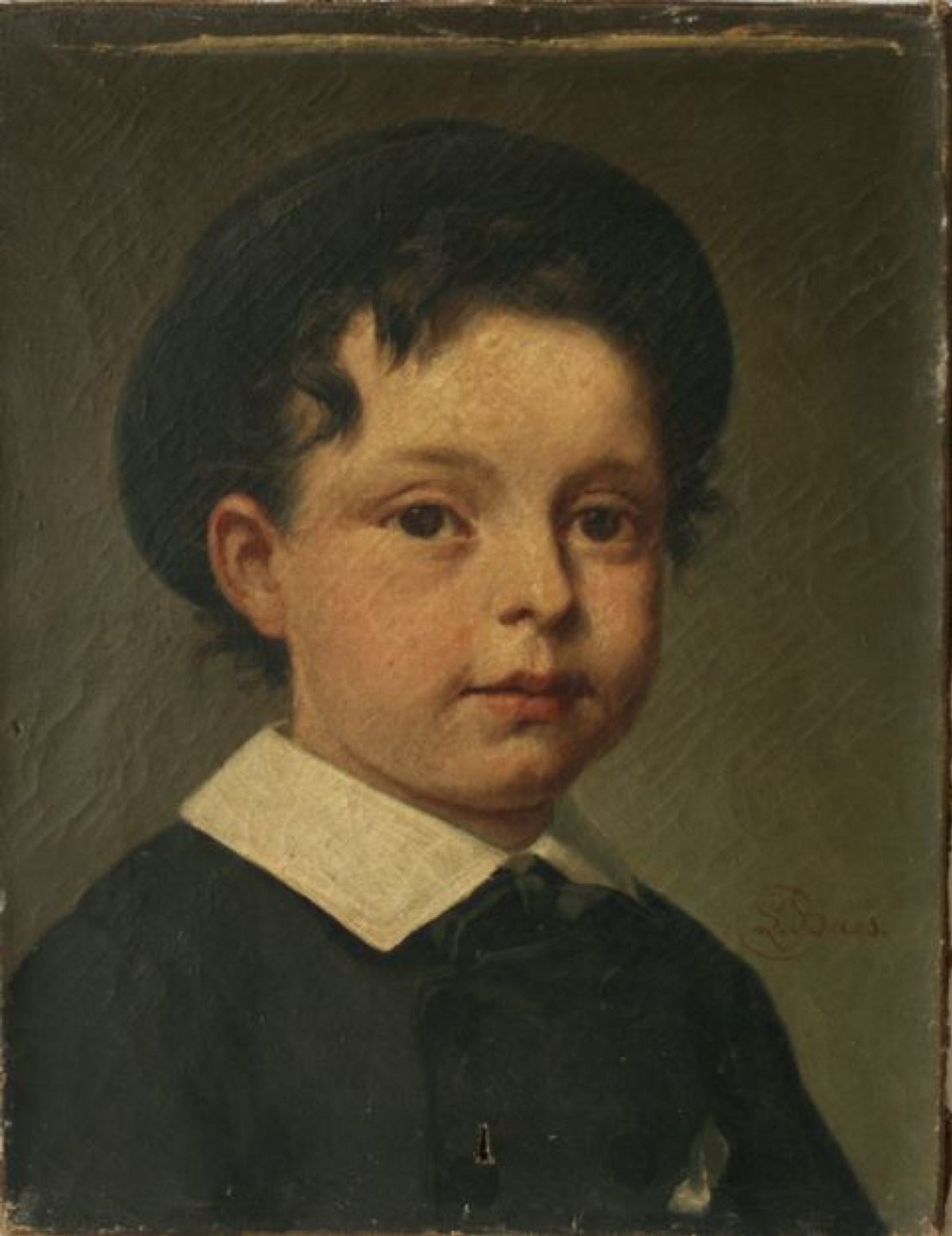
Portrait d'un garçon (entre 1859 et 1913, coll. priv.).
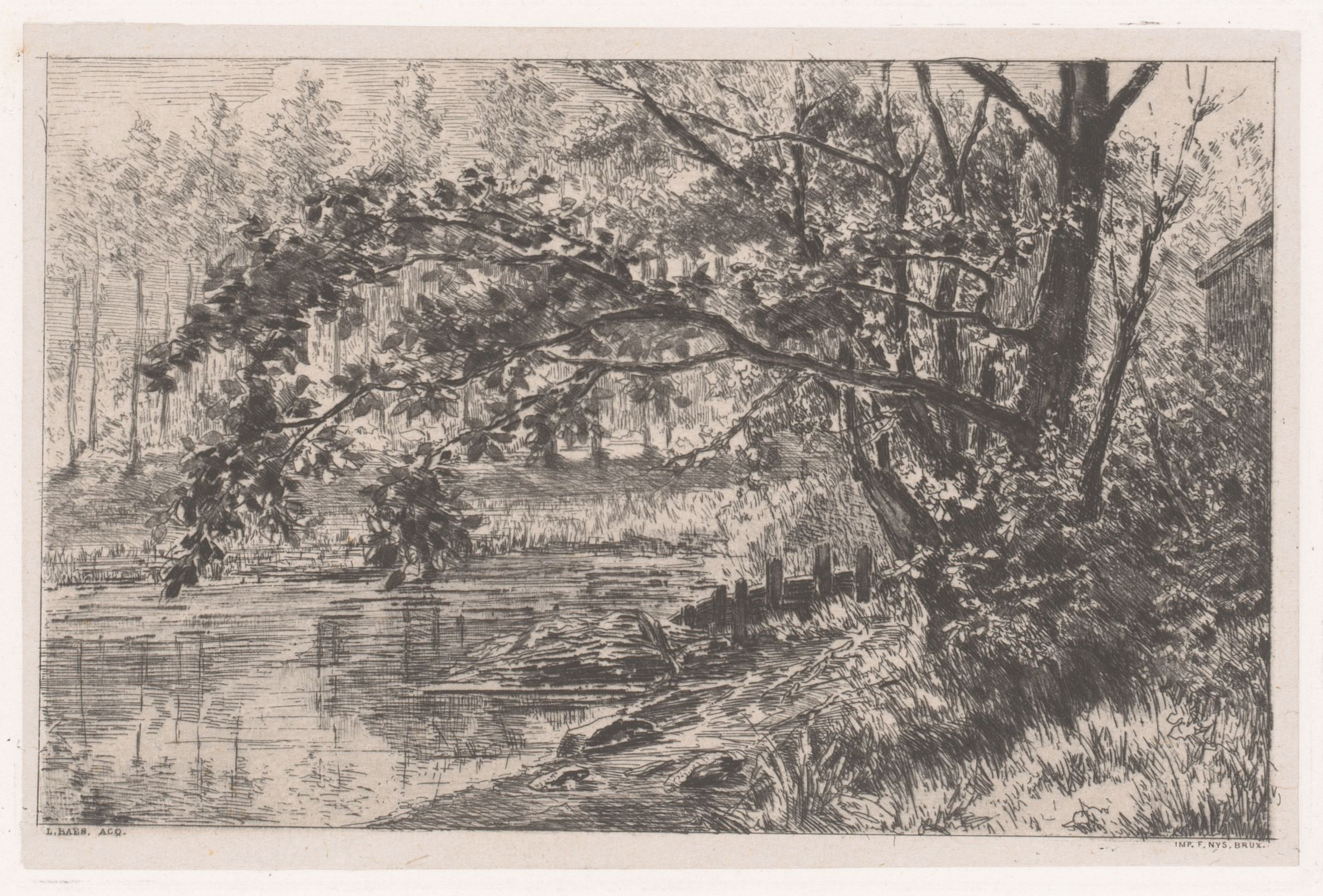
L'etang de Groenendael (1876, Rijksmuseum Amsterdam).
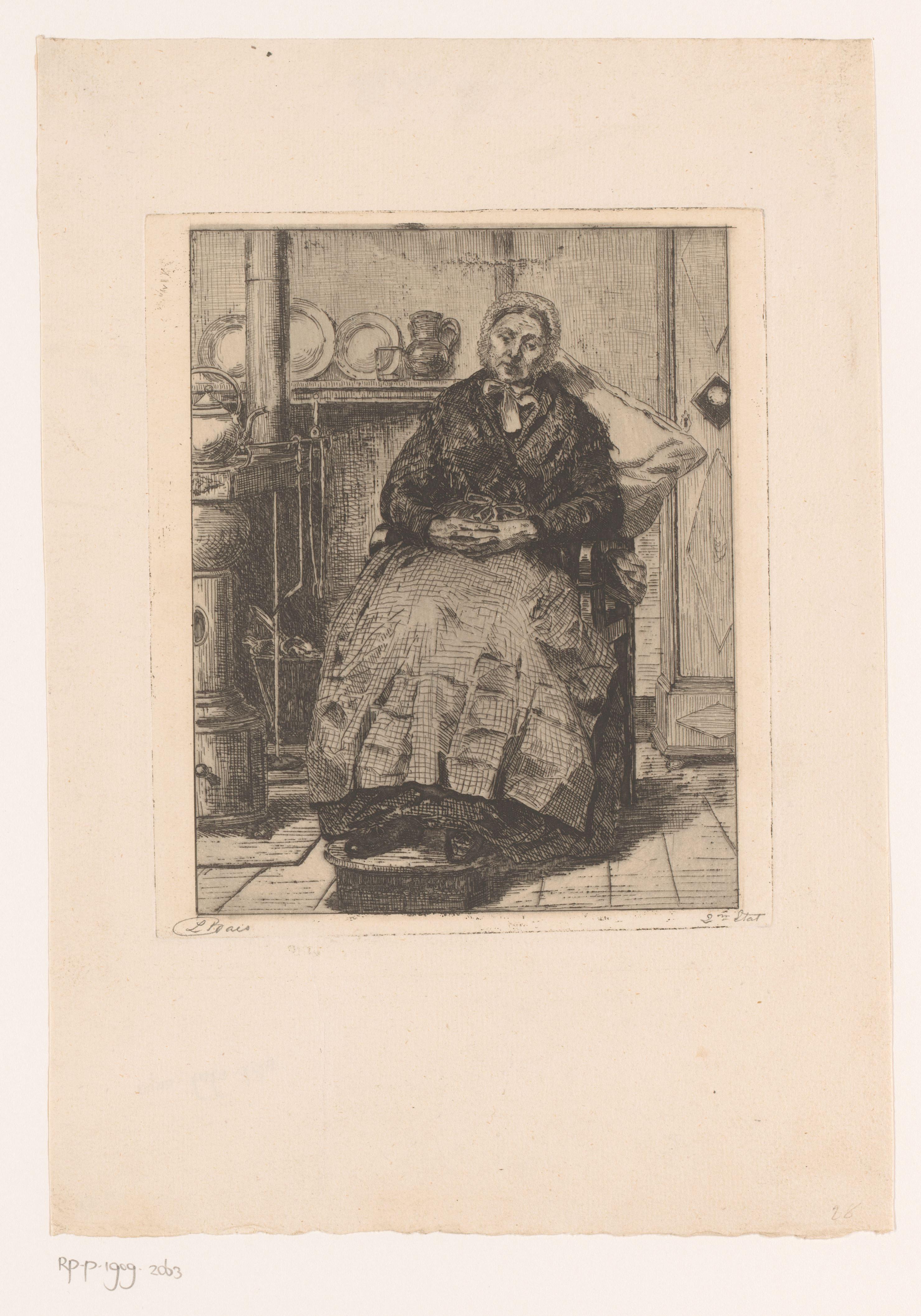
Vieille femme assise confortablement près de la cuisinière dans la cuisine (n. d., Rijksmuseum Amsterdam).